# Second Rhapsody (Gershwin)
De Second Rhapsody, voluit: Second Rhapsody for Piano and Orchestra, is een werk voor piano en orkest van de Amerikaanse componist George Gershwin geschreven in 1931 in opdracht van dirigent Serge Koussevitzky van het Boston Symphony Orchestra ter gelegenheid van de 50ste verjaardag van het orkest. De première vond plaats op 29 januari 1932 in de Symphony Hall te Boston met de componist als solist. Gershwin heeft het werk opgedragen aan zijn vriend Max Dreyfus.

## Geschiedenis
Na de Rhapsody in Blue en het Concerto in F is de Second Rhapsody het derde concertante werk van Gershwin voor piano en orkest.
In november 1930 huurde Gershwin op Chevy Chase Drive in Beverly Hills het huis waar vroeger Greta Garbo in had gewoond. Hij verbleef daar een paar maanden om de muziek te kunnen schrijven voor de film Delicious. Gershwin gebruikte zeven weken om de partituur af te krijgen. Afgezien van een paar songs werd er een instrumentaal tussenspel van zes minuten met als titel New York Rhapsody gebruikt ter illustratie van de geluiden en de bedrijvigheid van een stad opgezweept door het ritme van klinkhamers. Er werd uiteindelijk maar een minuut van dit intermezzo gebruikt. Maar het stuk beviel Gershwin zo erg dat hij besloot er een groter werk van te maken.
Onder de voorlopige titel Rhapsody in rivets (vrij vertaald: klinknagel-rapsodie) begon Gershwin met het schetsen van het materiaal in januari 1931. Het werk was voltooid op 23 mei. Op 26 juni hield hij – op eigen kosten - een proefrepetitie van tweeënhalf uur met een orkest van 65 man in een studio van de NBC; het werk werd drie keer doorgespeeld en voor eigen gebruik tegelijkertijd opgenomen. Deze historische opname – waarbij Gershwin het stuk dirigeert en speelt - is uitgebracht in 1991. In de opname is een pianocadens te horen die niet in de gedrukte exemplaren staat.
Gershwin bracht slechts enkele kleine wijzigingen aan in de instrumentatie. De belangrijkste verandering was de titel. Omdat Gershwin bang was dat de naam ‘klinknagels’ een verwarrend beeld zou kunnen oproepen voor de luisteraar, besloot hij de meer abstracte naam Second Rhapsody for Piano and Orchestra (ook wel: 2nd Rhapsody for Piano and Orchestra) te gebruiken. Aan de titel Manhattan Rhapsody werd ook nog korte tijd gedacht.
De versie voor twee piano’s verscheen in 1932 en werd uitgegeven door New World Music Corporation. De partituur verscheen pas in 1953.
De critici waren verdeeld over het nieuwe stuk van Gershwin. Feit is wel dat het een beter geconstrueerd stuk is dan zijn illustere voorganger de Rhapsody in Blue. Volgens critici mist het de vitaliteit en spontaniteit daarvan en zou het meer een product van nadenken dan van inspiratie zijn. Wereldwijd zijn er van de Rhapsody in Blue veel meer vertolkingen uitgebracht dan van de Second Rhapsody.

## Structuur
De associatie met ‘klinknagels’ is in de eerste twee maten direct horen: de piano begint met een ritmisch scherp geprofileerd thema, wat direct daarna door het hele orkest overgenomen wordt dat vervolgens een rumba-achtige melodie speelt. Een overgang door piano leidt tot een breed vloeiende blues melodie, die de kern van de compositie vormt. Die bluesmelodie verschijnt eerst in de strijkers, wordt vervolgens overgenomen door het koper en dan uitvoerig door de piano en orkest samen uitgewerkt. De twee eerste thema’s duiken opnieuw op, maar dan verrijkt en uitgebreider dan in het begin, waarna de rapsodie tot een energiek slot komt. De rapsodie begint en eindigt met ‘F’ en staat dus in F-majeur. Daar tussen in wordt achtereenvolgens gemoduleerd naar Bes, D, F, Es, C, A, Des, C, F, A, Des, A, F, A, C, D, F, As en ten slotte weer naar F met in het midden als centrale toonsoort de’A'
Net als de Rhapsody in Blue en het Pianoconcert in F  is ook de Second Rhapsody te verdelen in drie gedeeltes. Het eerste en het laatste deel staan in ‘F’ en hebben een snel tempo. Het middenstuk staat hoofdzakelijk in ‘A’ (de verschillende modulaties gemakshalve even weggelaten) en is het langzame ‘bluesgedeelte'. Wat erg opvalt is het ritme van de rumba dat steeds terugkeert.

## Instrumentatie
- Piccolo
- 2 fluiten
- 2 hobo's
- Engelse Hoorn (althobo)
- 2 klarinetten
- Basklarinet
- 2 fagotten
- 4 hoorns
- 3 trompetten
- 2 trombones
- Bastrombone
- Tuba
- Slagwerk
- Harp
- Strijkers
- Solo piano

De instrumentatie is erg kleurrijk en zit vol met vondsten en effecten zoals bijvoorbeeld het dubbelen van drie fluiten met drie violen die boventonen spelen in het pianissimoregister. Elk instrument komt ruimschoots aan bod, zelfs met een korte solo hier en daar. Koussevitzky was verrukt van Gershwin en helemaal van zijn instrumentatiekunst: “It is a masterful orchestration, finished, complete. Very interesting. The boy’s talent does not stop with composition, his talent to orchestrate is what amazed me. He understands orchestration. Has been studying it”.
De partituur die New World Music uitgaf in 1953 bevatte op veel plaatsen een andere instrumentatie van Robert McBride. Waarom, is niet helemaal duidelijk. Gezien de opmerkingen van Koussevitzky was met de originele instrumentatie van Gershwin niks mis. De McBride versie was in ieder geval de enige die te koop was tot 1985 toen Michael Tilson Thomas de originele instrumentatie van Gershwin op cd uitbracht. Sindsdien wordt deze weer gebruikt bij uitvoeringen en cd opnames.
- MusicBrainz work: 6192fff9-6526-3cd4-b703-4e890607688c
- Virtual International Authority File: 184896835